# Алтендорф (Доња Аустрија)
Алтендорф општина је у округу Нојенкихен у Аустрији, држава Доња Аустрија у источном делу земље, на 50 km јужно од главног града Беча. На попису становништва 2011. године, општина Алтендорф је имала 306 становника.

## Географија
Алтендорф се налази у индустријској четврти у Доњој Аустрији. Територија општине покрива површину од 7,23 km² од чега је 61,44% површине шумовито. Највиша тачка је висока 852 м надморске висине и налази се 12 km јужно од Алтендорфа. Најближа већа општина је Терниц, које се налази на 7 km од Алтендорфа.

### Клима
Подручје Алтендорфа је део хемибореалне климатске зоне. Просечна годишња температу је 8 °C (46 °F) Најтоплији месец је јул, кад је просечна температура 20 °C (68 °F), а најхладнији је јануар са −4 °C (25 °F). Просечна годишња сума падавине је 1074 мм. Највлажнији месец је јул, са просеком од 144 мм падавина, а најсушнији је децембар са 40 мм.

## Насеља
У општини Алтендорф спадају следећа четири насеља (према статистичким подацима о броју становника из јануара 2017. године):
- Алтендорф (197)
- Лоицмансдорф (36)
- Шенстадл (38)
- Сихрн (28)
- Тахенберг (48)

Општина је подељена на четири катастарке општине Алтендорф, Лоицмансдорф, Шенстадл и Тахенберг.

## Историја
У далекој прошлости ова област је била део римске провинције Норик.

## Религија
Према подацима пописа из 2001. године 88,6% становништва су били римокатолици, 2,1% евангелисти и 0,3% јевреји. 7,8% становништва се изјаснило да нема никакву верску припадност.

## Политика
После локалних избора 2015. године, 13 места у општинској скупштини су подељена на следећи начин:АНП 13 места.
Градоначелници
- до 2010. Јохан Фарлајтнер (АНП)
- од 2010. Јозеф Пихлер (АНП)